# Anna Erschler
Anna Gennadievna Erschler, née Djubina, (en russe : Анна Геннадьевна Эршлер) est une mathématicienne russe travaillant en France, née le 14 février 1977 . Elle est directrice de recherche au Centre national de la recherche scientifique à l’École normale supérieure à Paris.

## Biographie
Anna Erschler étudie initialement les mathématiques à l'université d'État de Saint-Pétersbourg dont elle est diplômée en 1999 puis à l'université de Tel Aviv.
En octobre 2001, elle soutient une thèse intitulée Geometric and probabilistic properties of wreath products à l'université d'état de Saint-Pétersbourg sous la direction d'Anatoli Vershik. L'année suivante, elle devient post-doctorante à l'Institut de mathématiques Steklov de Saint-Pétersbourg puis elle rejoint tour à tour l'IHES à Paris et l'IRMAR à Rennes.
En 2003, elle est recrutée au CNRS comme chargée de recherche d'abord affectée à l'université Lille-I puis à l'université Paris-Sud (à partir de 2006); en 2013, elle est promue directrice de recherche. Depuis 2014, elle occupe cette fonction à l'École normale supérieure au sein du département de mathématiques et applications. Elle est spécialisée dans la théorie géométrique des groupes et marches aléatoires.
Ses recherches portent sur la théorie des probabilités et sur la théorie des groupes géométriques, en particulier les marches aléatoires sur des groupes.

## Distinctions
En 2001, elle remporte le Moebius Contest de l'université indépendante de Moscou avec son mémoire intitulé On isoperimetric profiles of finitely generated groups. En 2002, elle reçoit le prix de Sankt Petersburger Mathematischen Gesellschaft.
En 2010, elle occupe la chaire Emmy Noether à Göttingen avec un enseignement intitulé Random Walks and Poisson-Furstenberg boundaries.
Cette même année, elle est oratrice invitée au Congrès international des mathématiciens qui se tient à Hyderabad.
Elle reçoit en 2015 le prix Élie-Cartan de l'Académie des sciences.
En 2020, elle reçoit la médaille d'argent du CNRS.

## Publications
- « Boundary behaviour for groups of subexponential growth », Annals of Mathematics, vol. 160, 2004, p. 1183-1210
- « On drift and entropy growth for random walks on groups », Annals of Probability, vol.; 31, 2003, 1193-1204
- « On the geometry of infinite cyclic subgroups », Israel J. of Math., vol.; 132, 2002, 373-380 (sous le nom d'Anna Erschler-Dyubina)